# Jens Michel

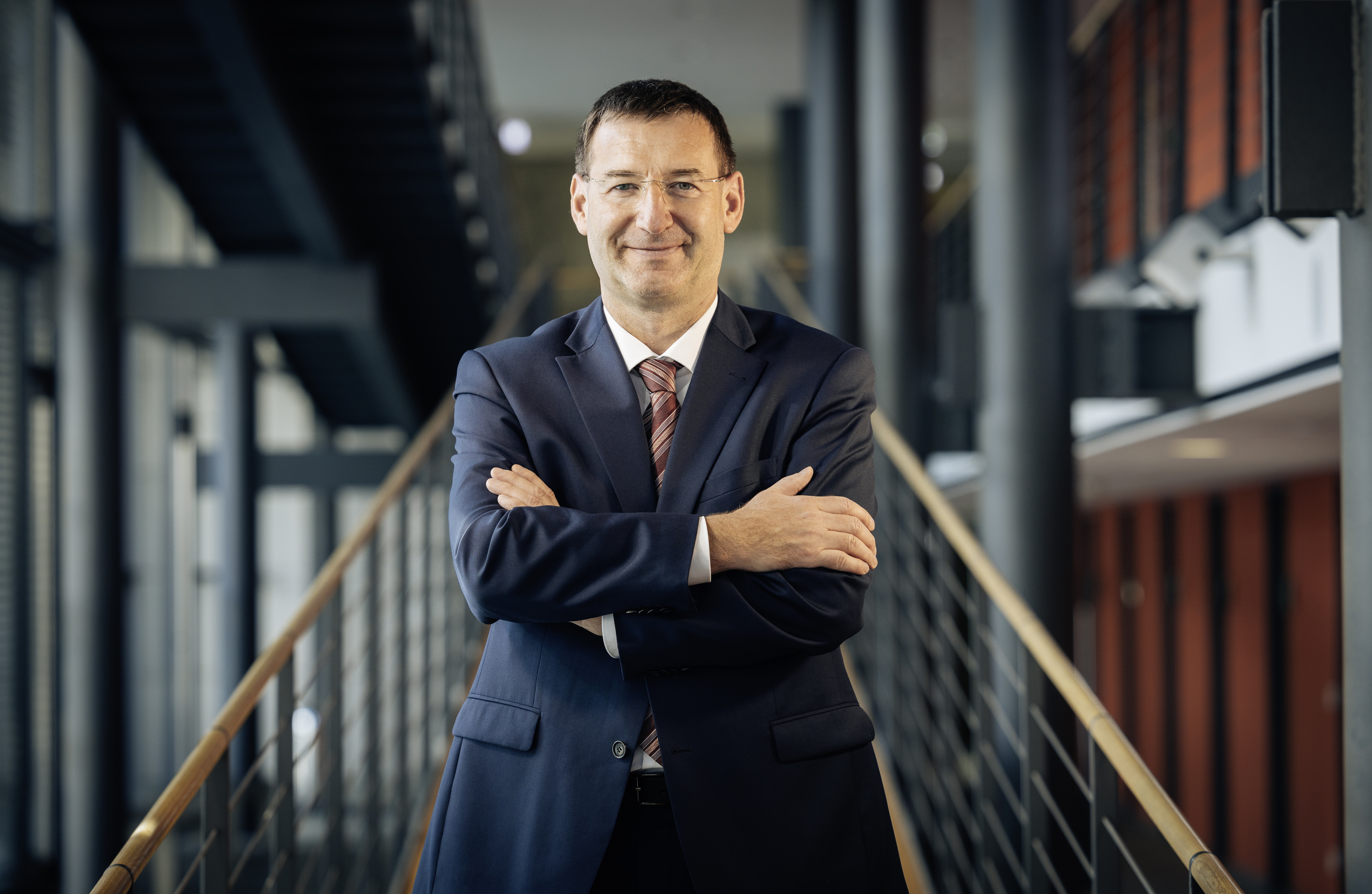
Jens Michel (2021)

Jens Michel (* 4. Juni 1967 in Dohna) ist ein deutscher Politiker (CDU). Er war zwischen 2009 und 2019 Mitglied des Sächsischen Landtags. Ab 2010 war er Haushalts- und Finanzpolitischer Sprecher der dortigen CDU-Fraktion. Seit September 2021 ist er Präsident des Sächsischen Rechnungshofes.

## Leben
Nach Abschluss der 10. Klasse an einer Polytechnischen Oberschule absolvierte Michel eine Lehre zum Facharbeiter für Betriebs-, Mess-, Steuerungs- und Regelungstechnik. In diesem Beruf arbeitete er bis 1990. In den folgenden Jahren holte er das Abitur nach, studierte Rechtswissenschaften und schloss als Magister iuris ab. Anschließend war er als Angestellter im Sächsischen Staatsministerium der Finanzen tätig.
Jens Michel lebt in Lohmen und hat zwei Kinder. Er gehört der evangelisch-lutherischen Kirche an.

## Politik
Michel verweigerte den Wehrdienst in der NVA und arbeitete vor der Friedlichen Revolution in kirchlichen Gruppen mit.
Ab 1989 engagierte sich Michel in der Bürgerbewegung Neues Forum, 1990 wurde er in die CDU aufgenommen. Von 2006 bis 2013 war er Vorsitzender des CDU-Gemeindeverbandes Lohmen. Ab 2013 ist er Vorsitzender des CDU-Regionalverbandes "Bastei", welcher das Gebiet der beiden Gemeinden Lohmen und Hohnstein umfasst. Diese Funktion gab Michel im Jahr 2018 wieder ab, da er im Oktober 2017 als Vorsitzender des CDU-Kreisverbandes Sächsische Schweiz - Osterzgebirge gewählt wurde. Er wurde somit Nachfolger von Landrat Michael Geisler, welcher sich nicht mehr zur Wahl stellte. Jens Michel war seit 2007 Stellvertretender Vorsitzender des CDU-Kreisverbandes Sächsische Schweiz-Osterzgebirge.
Seit 1994 ist Michel Mitglied im Gemeinderat von Lohmen und war dort von 2001 bis 2009 erster stellvertretender Bürgermeister. Bei der Landtagswahl 2009 gewann er das Direktmandat im Wahlkreis Sächsische Schweiz II (Wahlkreis 50). Bei der Landtagswahl 2014 gewann er das Direktmandat erneut (Sächsische Schweiz IV, Wahlkreis 51). In der Legislaturperiode von 2009 bis 2014 war er Mitglied im Haushalts- und Finanzausschuss, im Ausschuss für Wissenschaft und Hochschule, Kultur und Medien, im Ausschuss für Geschäftsordnung und Immunitätsangelegenheiten sowie im Bewertungsausschuss. Seit Beginn der 6. Legislaturperiode im Jahr 2014 war Michel Mitglied im Haushalts- und Finanzausschuss und im Ausschuss für Geschäftsordnung- und Immunitätsangelegenheiten.
Seit 2010 war er Haushalts- und Finanzpolitischer Sprecher der CDU-Fraktion und damit gleichzeitig Mitglied im Fraktionsvorstand der CDU-Fraktion. Im Sächsischen Landtag leitete Michel auf Beschluss der Fraktionsvorsitzenden der CDU, FDP, SPD, Linken und von Bündnis 90/Grüne die überfraktionelle Arbeitsgruppe zur Änderung der Sächsischen Verfassung. Diese beendete mit der Aufnahme des Neuverschuldungsverbotes in der Sächsischen Verfassung am 10. Juli 2013 erfolgreich ihre Arbeit.
Bei den Kommunalwahlen in Sachsen 2019 wurde Jens Michel als einziger Kandidat, welcher außerhalb seines Heimatwahlkreises (WK 5, Dürrröhrsdorf-Dittersbach/Lohmen/Königstein) antrat, in den 6. Kreistag des Landkreises Sächsische Schweiz-Osterzgebirge gewählt. Er kandidierte im Wahlkreis 7, Stolpen/Neustadt.
Bei der Landtagswahl in Sachsen 2019 verlor er seinen Wahlkreis an die AfD und schied damit aus dem Landtag aus.
Michel kritisiert den Beschluss der Bundes-CDU gegen jegliche Zusammenarbeit mit der AfD.
Am 10. Juni 2020 wählten Abgeordnete aller Fraktionen im Sächsischen Landtag Michel zum neuen Präsidenten des Sächsischen Rechnungshofes mit 103 Ja-Stimmen bei abgegebenen 118 Stimmen. Bei 5 Enthaltungen und 10 Nein-Stimmen erreichte er das notwendige 2/3 Quorum im ersten Wahlgang. Er hat das Amt am 15. September 2021 angetreten.